# Нейтронний потік
Нейтронний потік, φ — це скалярна величина, яка використовується в ядерній фізиці та фізиці ядерного реактора. Це загальна відстань, яку проходять усі вільні нейтрони на одиницю часу та об'єму. Еквівалентно, його можна визначити як кількість нейтронів, що проходять через невелику сферу радіусом {\displaystyle R} за інтервал часу, поділену на {\displaystyle \pi R^{2}} (переріз сфери) і за проміжок часу. Звичайна одиниця — см−2с−1 (нейтронів на квадратний сантиметр за секунду).
Флюенс нейтронів визначається як потік нейтронів інтеграл за певний період часу, тому його звичайна одиниця дорівнює см−2 (нейтронів на сантиметр у квадраті).

## Природний потік нейтронів
Потік нейтронів в асимптотичному відгалуженні гігантів і в наднових відповідає за більшість природного нуклеосинтезу, що утворює елементи, важчі за залізо. У зірках є відносно низький потік нейтронів порядку від 105 до 1011 см−2с−1, що призводить до нуклеосинтезу за допомогою s-процесу (процесу захоплення повільних нейтронів). Навпаки, після колапсу ядра наднової спостерігається надзвичайно високий потік нейтронів, близько 1032 см−2 с−1, що призводить до нуклеосинтезу за допомогою r-процесу (процесу захоплення швидких нейтронів).
Потік нейтронів в атмосфері Землі, очевидно через грози, може досягати рівнів від 3·10−2 до 9·10+1 см−2 с−1. Однак останні результати (вважається недійсним первинними дослідниками) отримані за допомогою неекранованих сцинтиляційних нейтронних детекторів показують зменшення потоку нейтронів під час грози. Недавні дослідження підтверджують, що блискавка генерує 1013–1015 нейтронів на розряд через фотоядерні процеси.

## Штучний потік нейтронів
Штучний потік нейтронів - це потік нейтронів, створений людиною, або в якості побічного продукту виробництва зброї чи ядерної енергії, або для конкретного застосування, наприклад, від дослідницького реактора чи у реакціях сколювання. Потік нейтронів часто використовується для ініціювання розщеплення нестабільних великих ядер. Додатковий(і) нейтрон(и) може призвести до того, що ядро стане нестабільним, спричинивши його розпад (розщеплення) з утворенням більш стабільних продуктів. Цей ефект є важливим у реакторах поділу і ядерній зброї.
У ядерному реакторі поділу нейтронний потік є основною величиною, яка вимірюється для контролю реакції всередині. Форма потоку — це термін, що застосовується до щільності або відносної потужності потоку, коли він рухається по реактору. Зазвичай найсильніший потік нейтронів в середині активної зони реактора, зменшуючись до країв. Чим вищий потік нейтронів, тим більша ймовірність виникнення ядерної реакції, оскільки через зону проходить більше нейтронів за одиницю часу.

### Флюенс нейтронів стінки корпусу реактора
Корпус реактора типової атомної електростанції (водно-водяного ядерного реактора) витримує за 40 років (32 повних реакторних роки) роботи флюенс приблизно 6,5×1019 см−2 (E > 1 МеВ) нейтронів. Потік нейтронів спричиняє пошкодження корпусів реакторів від нейтронної крихкості.